# Agrippa Castor
Pour les articles homonymes, voir Agrippa et Castor.
Agrippa Castor a été identifié comme « le plus ancien écrivain enregistré contre l'hérésie, et apparemment le seul à avoir composé un livre uniquement consacré à la réfutation de Basilide ». On sait peu de lui en dehors de passages occasionnels dans les références historiques antiques.
Agrippa Castor était connu à la fois par Eusèbe de Césarée et Jérôme de Stridon comme un auteur qui critiquait Basilides (décédé vers 132) et ses vingt-quatre livres « Exégétiques ». Eusebius le mentionne dans le récit de la « succession » et des écoles gnostiques anciennes, mais ne fournit aucun autre détail de sa vie. Jérôme mentionne Agrippa Castor dans une citation sur Quadrat  et Aristide à Athènes. Il assimile Agrippa Castor comme étant le premier des « apologistes » chrétiens, comme Hégésippe et Justin Martyr. 
De ces petits passages, on peut conclure que « Quadrat d'Athènes a écrit lors de la visite d'Hadrien à Athènes », c'est-à-dire vers l'hiver 124-125 de notre ère ; « Aristide et Justin ont probablement répondu à l'attaque du rhétoricien Fronto », consul en 143. Hégésippe n'est pas inclus par les chercheurs modernes parmi les « apologistes », mais Eusèbe et Jérôme le connaissent comme un historien, qui « s'est rendu à Rome à l'époque d'Anicet, le dixième évêque après Pierre, et qui y est resté jusqu'à l'époque d'Éleuthère », vers 155 et 189. 
À partir de ce moment-là, « Agrippa accuse Basilide d'enseigner qu'il était sans importance morale de goûter à la nourriture offerte aux idoles », que l'on pouvait « renoncer sans réserve à la foi en période de persécution » et qu'il « imposait à ses fidèles cinq années de silence à la manière de Pythagore ». Agrippa Castor est également reconnu comme ayant trouvé dans Basilide les mêmes préoccupations concernant la numérologie et l'utilisation de « Abrasax » pour le « Dieu Très Haut » de Basilides ; le nom Abrasax est retrouvé gravé sur des gemmes magiques grecques ou enregistré dans des papyrus magiques grecs. 